# アライドテレシスホールディングス
アライドテレシスホールディングス（英文表記:ALLIED TELESIS HOLDINGS K.K.）は、情報通信及びネットワーク機器の研究開発、製造、販売を主要事業とするアライドテレシスグループの純粋持株会社である。本社は東京都品川区西五反田に置く。

## 概要
日本発のネットワーク専門メーカーであるアライドテレシスは、「社会品質を創る。アライドテレシス」を経営理念・行動指針に掲げ、世界中の人々へ向け、いつでも、どこでも快適に情報を利用できる、最適なネットワークインフラ環境の実現に取り組んでいる。
企業や医療、自治体・文教などのあらゆる分野へソリューション、サポート・サービスの提供を行っている。また、2012年にグループ子会社のAllied Telesis Inc.がアメリカ航空宇宙工業会（Aerospace Industries Association（AIA））に入会し、航空宇宙の分野へも事業領域を拡大している。
近年ではプライベートクラウドのインフラ構築への取組を推進しており、2013年にユーザーネットワークを最適化するSDN「u-VCF（unified Virtual Core Fabric）」や、プライベートクラウドの導入を加速させる新ソリューション｢EtherGRID｣を発表した。
2014年、アライドテレシスの創立記念日である3月9日を｢ネットワークの日｣として制定した（一般社団法人日本記念日協会に登録申請）。

## 事業内容
- 純粋持株会社として、アライドテレシスグループ全体の事業戦略策定、経営管理。
- 事業子会社は、中間持株会社、販売・サービス会社、開発会社、製造会社、ロジスティックス会社、キャピタル会社の6事業系列に分類される。

## 沿革
- 1987年（昭和62年）
  - 3月 - 日本においてシステム・プラス株式会社が設立され、LAN製品の開発、販売を開始。
  - 9月 - アライドテレシス株式会社に社名変更。
  - 10月 - アメリカに北米地域初の拠点としてAllied Telesis Inc.を設立。
- 1990年（平成2年）1月 - イギリスに欧州地域初の拠点としてAllied Telesis International Ltd.を設立。
- 1991年（平成3年）2月 - シンガポールにアジア地域初の拠点としてAllied Telesis International（Asia）Pte Ltd.を設立。
- 1995年（平成7年）6月 - オーストラリアにオセアニア地域初の拠点としてAllied Telesis International（Australia）Pty. Ltd.を設立。
- 2000年（平成12年）7月 - 東京証券取引所2部に上場。
- 2001年（平成13年）6月 - 環境マネジメントシステム（EMS）の国際規格｢ISO14000（環境ISO）｣認証を製造子会社であるAllied Telesyn Internationa（l Asia）Pte.,Ltd.において取得。
- 2004年（平成16年）
  - 7月 - 持株会社制移行に伴い、アライドテレシスホールディングス株式会社に社名変更。新会社として、（新）アライドテレシス株式会社、株式会社アライドテレシス開発センターを設立。
  - 7月 - ルーター、L3スイッチ製品が「IPv6 Ready Logo」を取得。
- 2006年（平成18年）
  - 4月 - IBM社と同社国際調達ベンダーとして契約。
  - 5月 ‐ RoHS指令対応製品の販売を開始。
- 2007年（平成19年）
  - 1月 ‐ アメリカ空軍横田基地にてIPトリプルプレイ・サービスの提供を開始。
  - 11月 - xシリーズ（独自開発OS AlliedWare Plus搭載）の販売を開始。
- 2008年（平成20年）
  - 2月 - 日本国内各社で情報セキュリティマネジメントシステム認証「ISO/IEC 27001：2005」を取得。
  - 3月 - 日本国内各社で環境マネジメントシステム（EMS）認証「ISO 14000（1環境ISO）」を取得。
- 2009年（平成21年）
  - 1月 ‐ アメリカ空軍がフライト・シミュレータ用ネットワークに同社のソリューションを導入。
  - 7月 ‐ アライドテレシスが株式会社コレガを吸収合併により経営統合。
- 2011年（平成23年）
  - 1月 - IBM社と次世代ソリューションを対象とした世界的なサポート/メンテナンス契約を締結。
  - 4月 - アライドテレシスグループとして、東北地方太平洋沖地震マッチング募金を実施。
  - 8月 - ブラジルに南米地域初の拠点としてAllied Telesis Soluções de Rede Ltda.を設立。
  - 12月 - アライドテレシスグループとしてタイ洪水で被災した日系企業の復興を支援。
- 2012年（平成24年）
  - 3月 - 京都府京都市に京都研究所（Allied Telesis G.S.R Center）を開設。
  - 9月 - アメリカ航空宇宙工業会（Aerospace Industries Association（AIA））に入会。
- 2013年（平成25年）
  - 2月 - ユーザーネットワークを最適化するネットワークの仮想化思想「u-VCF（unified-Virtual Core Fabric）」を発表。
  - 2月 - 米国アライドテレシス社とGary Comer社が医療分野向けビッグデータ解析プラットフォーム開発会社、Consilink社を設立。
  - 5月 - アライドテレシスキャピタルコーポレーション、米空軍嘉手納基地における高速インターネット・サービスの販売を開始。
  - 10月 - プライベートクラウド導入を加速させる新ソリューション｢EtherGRID｣を発表。
- 2014年（平成26年）
  - 6月 - Interop Tokyo 2014にてSDNソリューションを発表。
  - 11月 - AMFがiCMG Architechture Award 2014を受賞。
  - 12月 - 新SDNソリューション「Secure Enterprise SDN Solution」を発表。
- 2015年（平成27年）
  - 1月 - イスラエルに中東地域初の拠点としてAllied Telesis Wireless Ltd.を設立。アライドテレシスグループが米国Smart Cities Councilに入会。アライドテレシス開発センターが株式会社アライドテレシス総合研究所に社名変更。
  - 4月 - 脅威を検出し、可視化する統合監視ソリューション「Envigilant」を発表。
  - 8月 - スリランカ南部高速道路向け「高速道路交通管制システム」にアライドテレシスのソリューションが採用
  - 9月 - SESがiCMG Architecture Award 2015を受賞。

## 事業子会社一覧
(2015年12月31日現在）
日本
アライドテレシス株式会社（販売・開発）
株式会社アライドテレシス総合研究所（サービス）　
アライドテレシスキャピタルジャパン
その他連結子会社　2社
アメリカ・ラテンアメリカ
Allied Telesis, Inc.（販売）
Allied Telesis Capital Corp.（サービス・開発）
その他連結子会社　  3社
非連結子会社      　1社　
持分法適用関連会社　1社
ヨーロッパ・中東
Allied Telesis International B.V.（販売・物流）
Allied Telesis International Support & Education Center S.r.l.（サービス）
その他連結子会社  　6社　
アジア・オセアニア
Allied Telesis Asia Pacific Limited (販売）
Allied Telesis International (Asia) Pte. Ltd.（製造・物流）
Allied Telesis(Hong Kong)Ltd.（物流）
Allied Telesis Labs Ltd.（開発）
Allied Telesis (Dongguan) Electronic Co. Ltd.（製造）
その他連結子会社  　16社